# Фогел Павло Йосипович
Фогел Павло Йосипович (нар. 29 червня 1933 р.) – професор, доктор медичних наук, лікар акушер-гінеколог.
Наукові дослідження присвячені вивченню гормональних змін організму жінки при різних термінах вагітності.

## Біографія
1965 р. — захистив дисертацію на здобуття вченого ступеня кандидата медичних наук на тему "Функція щитовидної залози та активність деяких ферментів крові при самовільному передчасному перериванні вагітності в умовах ендемічного зобного вогнища (Закарпаття)".
1973 р. — захистив дисертацію на здобуття вченого ступеня доктора медичних наук на тему "Питання патогенезу самовільного передчасного переривання вагітності (клініко-експериментальне дослідження)".
1982 р. — докторська дисертація на тему "Питання патогенезу та лікування невиношування вагітності".
1986—1996 рр. – професор кафедри акушерства та гінекології № 1 Львівського медичного інституту.

## Наукові праці
- Функция щитовидной железы и активность некоторых ферментов крови при самопроизвольном преждевременном прерывании беременности в условиях эндемического зобного очага (Закарпатье) : Автореферат дис. на соискание ученой степени кандидата медицинских наук / Фогел, Павел Иосифович, 1965
- Фогел, Павел Иосифович. Вопросы патогенеза самопроизвольного преждевременного прерывания беременности (Клинико-эксперим. исследование): автореферат диссертации на соискание ученой степени доктора медицинских наук / Павел Иосифович Фогел ; Львов. гос. мед. ин-т. - Львов : [б.в.], 1973. -  42 с.
- Фогел П.И. Вопросы патогенеза и лечения невынашивания беременности : Автореф. дис. на соиск. учен. степ. д-ра мед. наук : (14.00.01; 14.00.36). - М., 1982. - 32 с.
- Булиенко С.Д., Степанковская Г.К., Фогел П.И. Недонашивание и перенашивание беременности / С.Д. Булиенко, Г.К. Степанковская, П.И. Фогел. - Киев : Здоров'я, 1982. - 174 с. : ил. ; 20 см.
- Фогел Павел Иосифович. Алкоголь - враг материнства / П. И. Фогел, Э. К. Косая, М. Р. Гланц . - 1989
- Історія кафедри акушерства і ґінеколоґії факультету вдосконалення лікарів і провізорів / Олександр Созанський, Павло Фогел, Віталій Чолка [та ін.] // Львівський державний медичний інститут / за ред. : М. Павловського, І. Даценко, Л. Петрух. – Львів : Словник, 1994. – С. 166–167.